# Брох

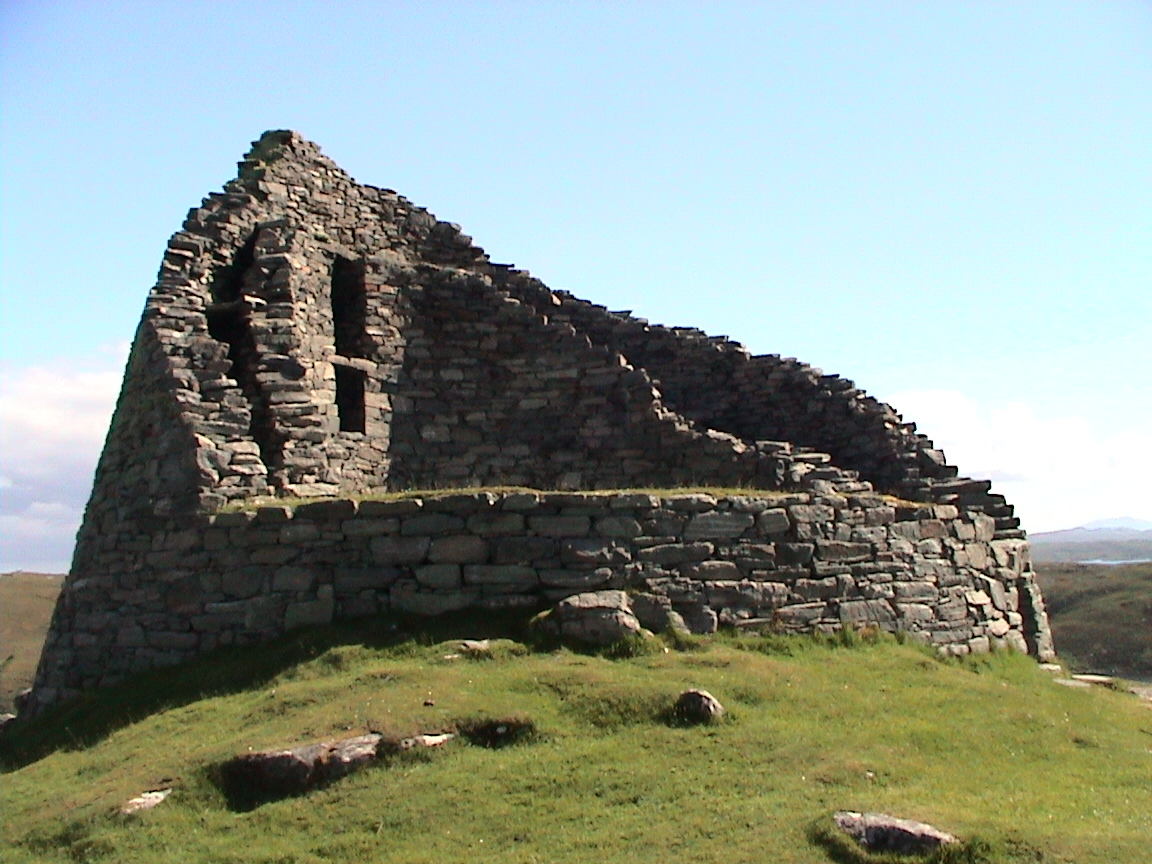
Брох в Дан-Карловей, Льюїс, Шотландія

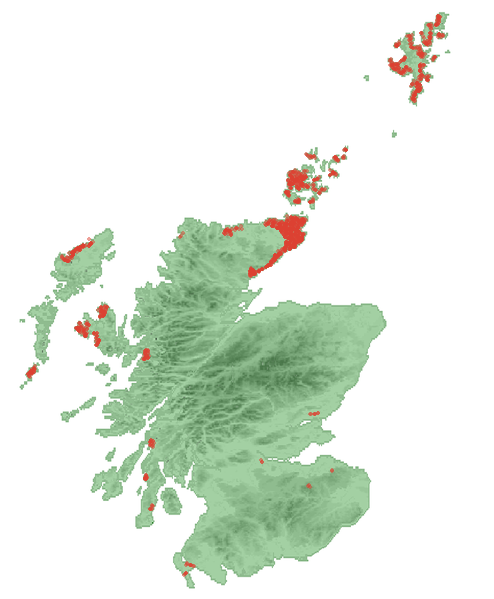
Поширення брохів.

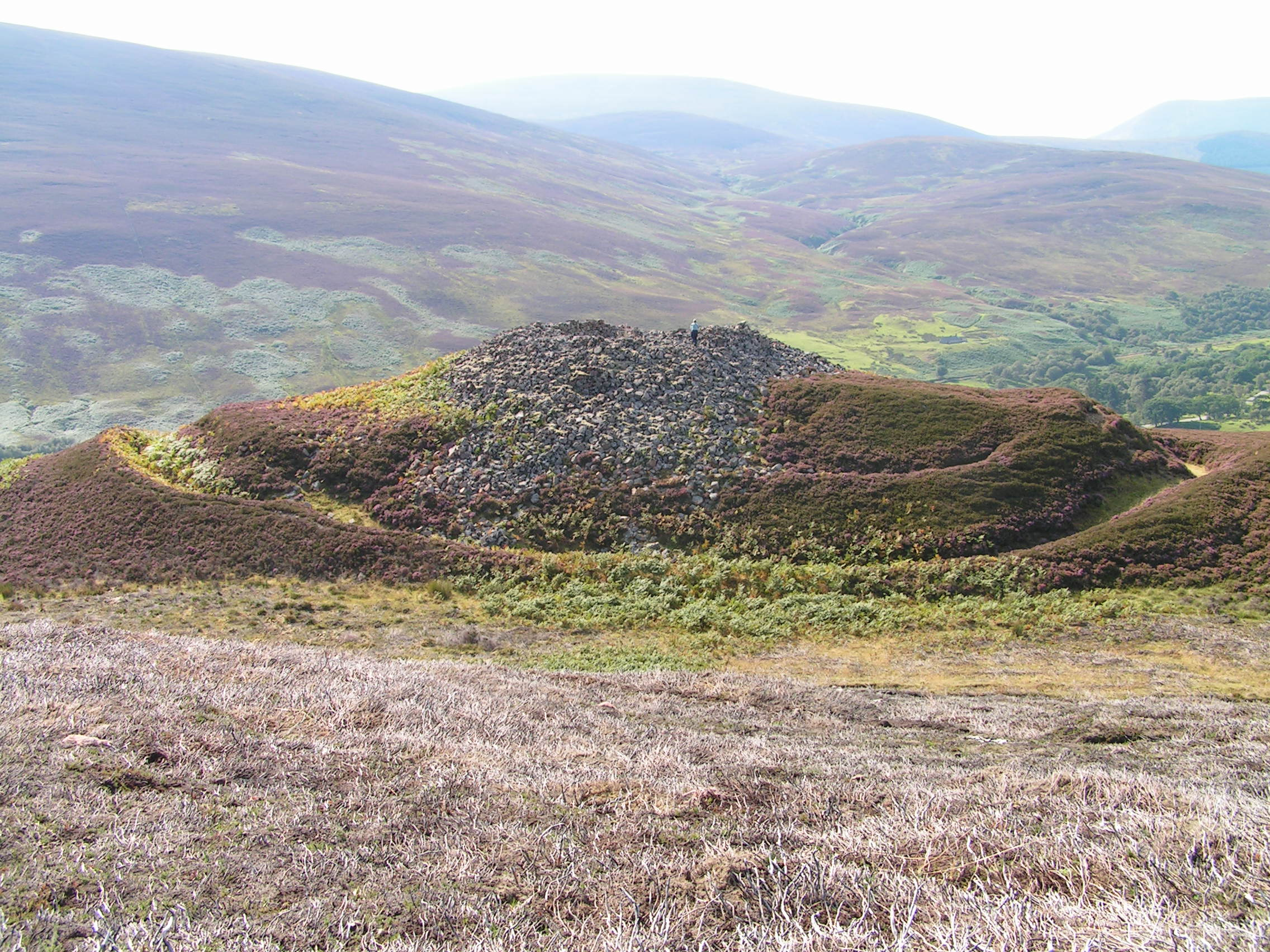
Руїни Кілфедір-Броха в Сазерленді, оточені масивним земляним валом.

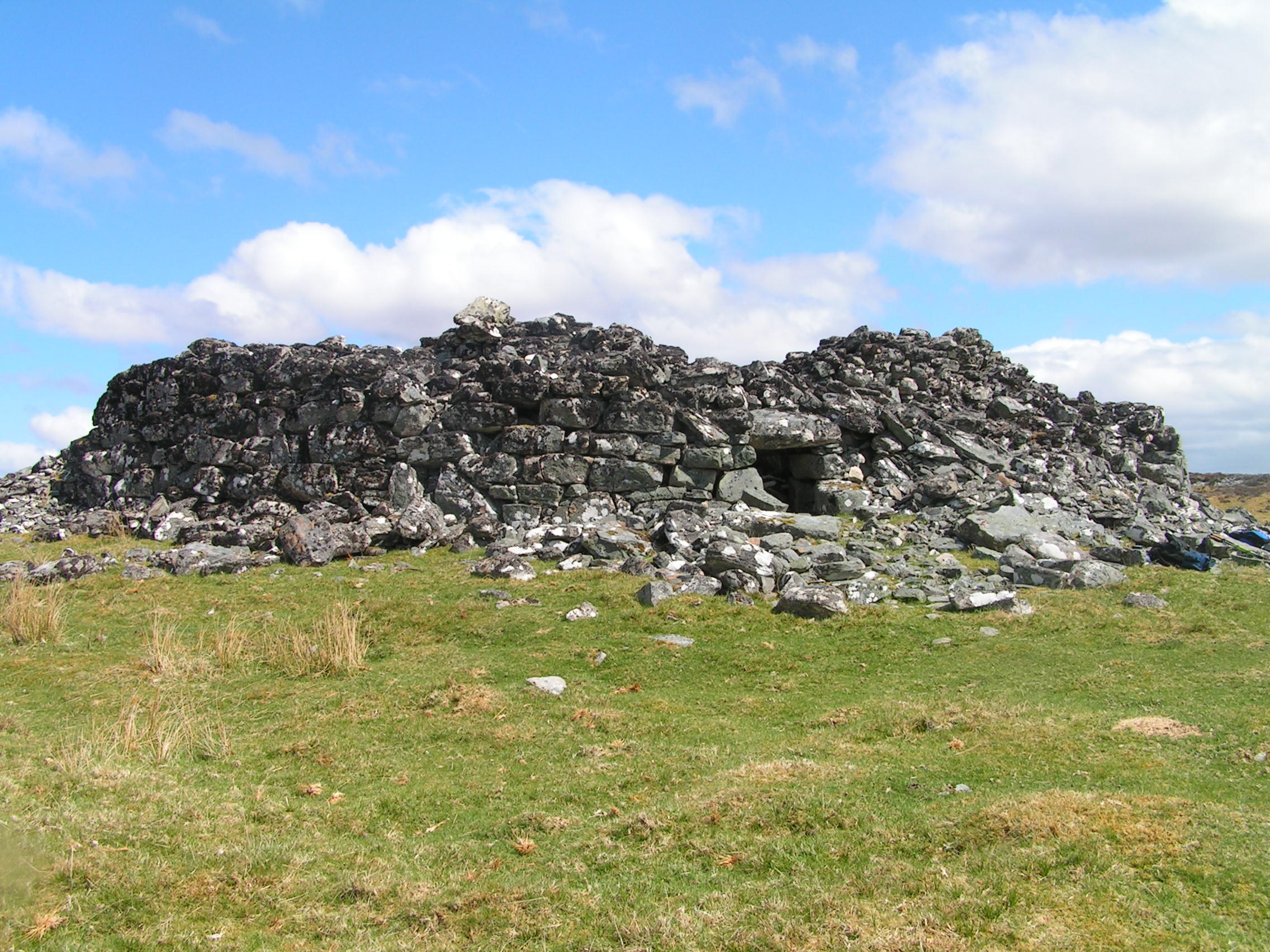
Руїни Феранх-Броха, Сазерленд

Брох — тип круглої фортечної споруди періоду залізної доби, викладеної методом сухої кладки (тобто без використання скріплювального розчину). Брохи характерні тільки для Шотландії, де їх існує понад 100. Слово broch походить з давньонорвезької мови й означає «фортеця» (в англійській мові існують топоніми з тим же коренем, у таких формах brough, borough, borve).
Деякі брохи дуже складні з архітектурної точки зору і належать до типу «комплексних атлантичних круглих будинків» за класифікацією шотландських археологів, запропонованою в 1980-і роки. Призначення брохів та їх культурна приналежність є предметом суперечок. До 1960-х рр. ні в кого не викликало сумніву, що брохи створили кельти — предки шотландців, які мігрували з материка. Потім, через наявність археологічних знахідок, що вступали в суперечність з даною теорією, все більше археологів схиляються до версії про їх піктське або змішане походження (при цьому не підлягає сумніву, що брохи могли використовуватися і в післяпіктський період).
Найбільш ранні брохи з'явилися близько I століття до н. е.
Висота брохів невідома, стіни, що збереглися, мають висоту не більше як 10 метрів. Брохи, напевно, мали дахи, які не збереглися до наших днів. Внутрішній діаметр становив від 5 до 15 метрів. Деякі були оточені невеликими житловими будинками.